# جزیره سیمور
جزیره سیمور جزیره‌ای واقع در شبه‌جزیره جنوبگانی است، جدا شده از سرزمین گراهام، که نزدیک جزیره جیمز-راس قرار گرفته.
جزیره سیمور را با نام مارامبیو یا جزیره سیمور–مارامبیو نیز می‌شناسند که نام پایگاه آرژانتینی قرار گرفته بر جزیره است. نام این پایگاه برای گرامیداشت پیشرو هوانوردی اهل آرژانتین، گوستاو آرجنتینو مارامبیو، گذاشته شد.